# 安達顕盛
安達 顕盛（あだち あきもり）は、鎌倉時代中期の鎌倉幕府の御家人。安達氏の一族で安達義景の子。安達泰盛の異母弟。
寛元3年（1245年）、安達義景の6男として生まれる。兄の泰盛や時盛と共に幕政に参与し、文永6年（1269年）、25歳で引付衆、文永11年（1274年）3月22日に従五位下・加賀守に叙位・任官する。弘安元年（1278年）には評定衆に任じられるが、弘安3年（1280年）2月8日に死去した。享年36。跡を子の宗顕が継いだ。